# 迦納鐵路有限公司

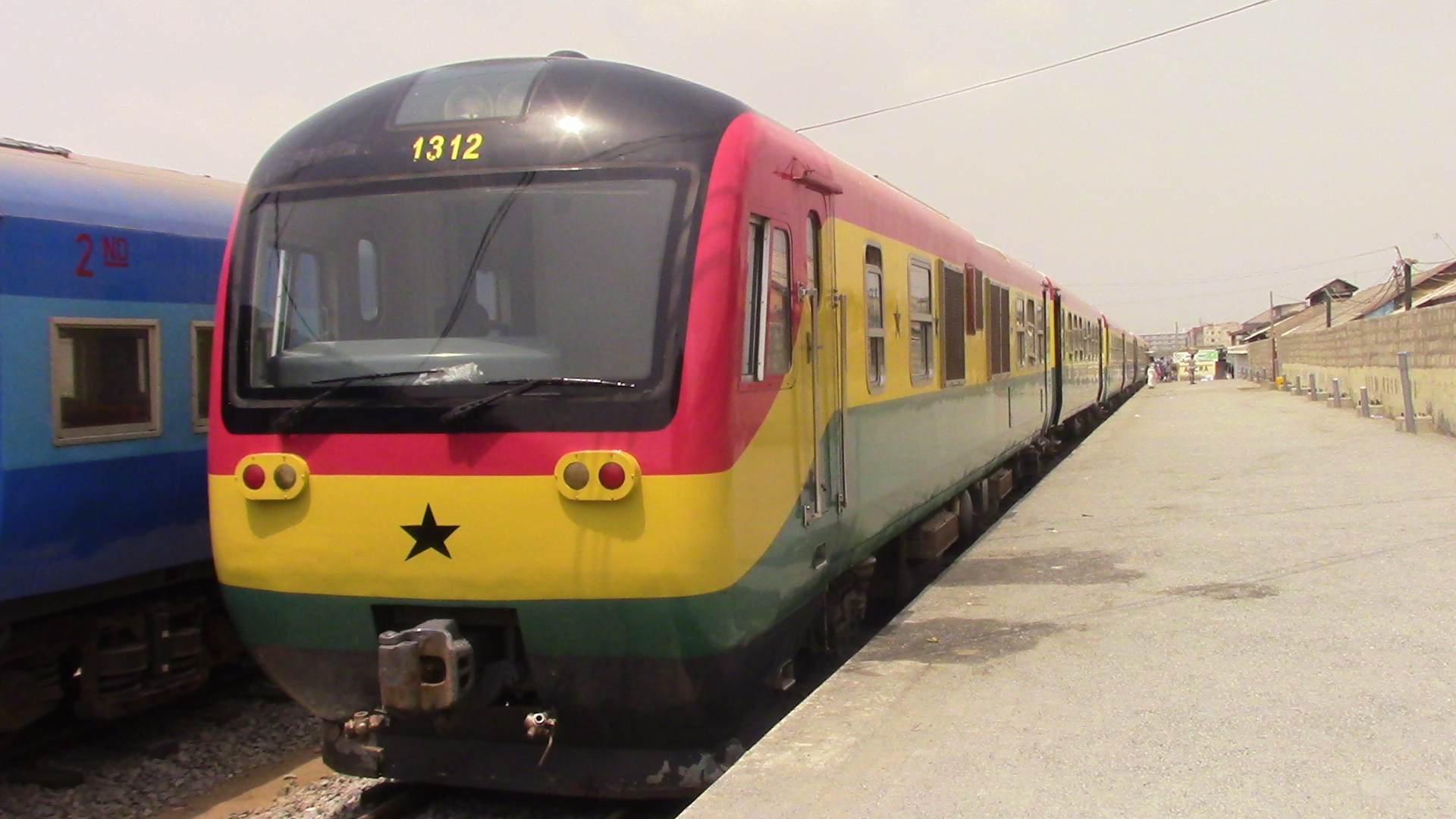
停靠於阿克拉火车站的列車

迦納鐵路路網圖

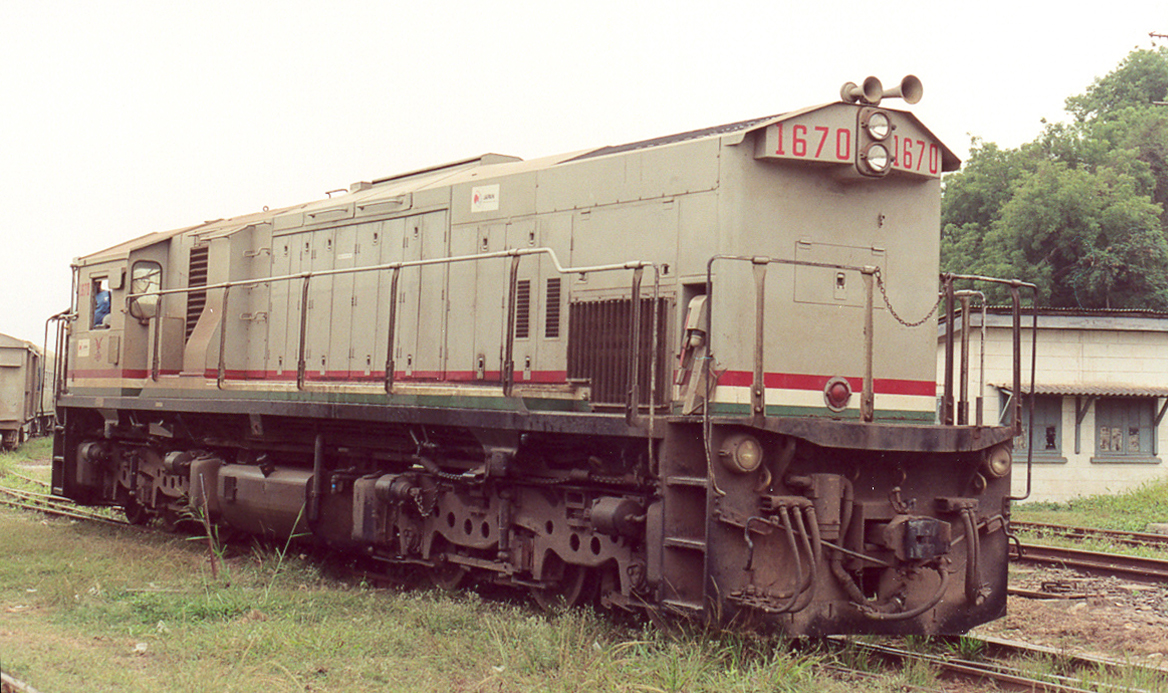
迦納鐵路1670號機車，攝於库马西。本車型号 GT18LC-2的六軸（軸配置未知）1,500匹马力柴电机车，為1995年向易安迪旗下的通用汽車柴油部門（GMDD）製造，該廠位於加拿大安大略省。該筆訂單共有15輛機車，采用 EMD 8-645 二衝程柴油引擎，配備AAR連結器和空气制动裝置。

迦納鐵路有限公司（英文：Ghana Railway Company Limited。舊名迦納鐵路公司，Ghana Railway Corporation），是管理迦納國家鐵路系統的公營部門機構，目標在於促進順暢的客貨運輸。 

## 历史

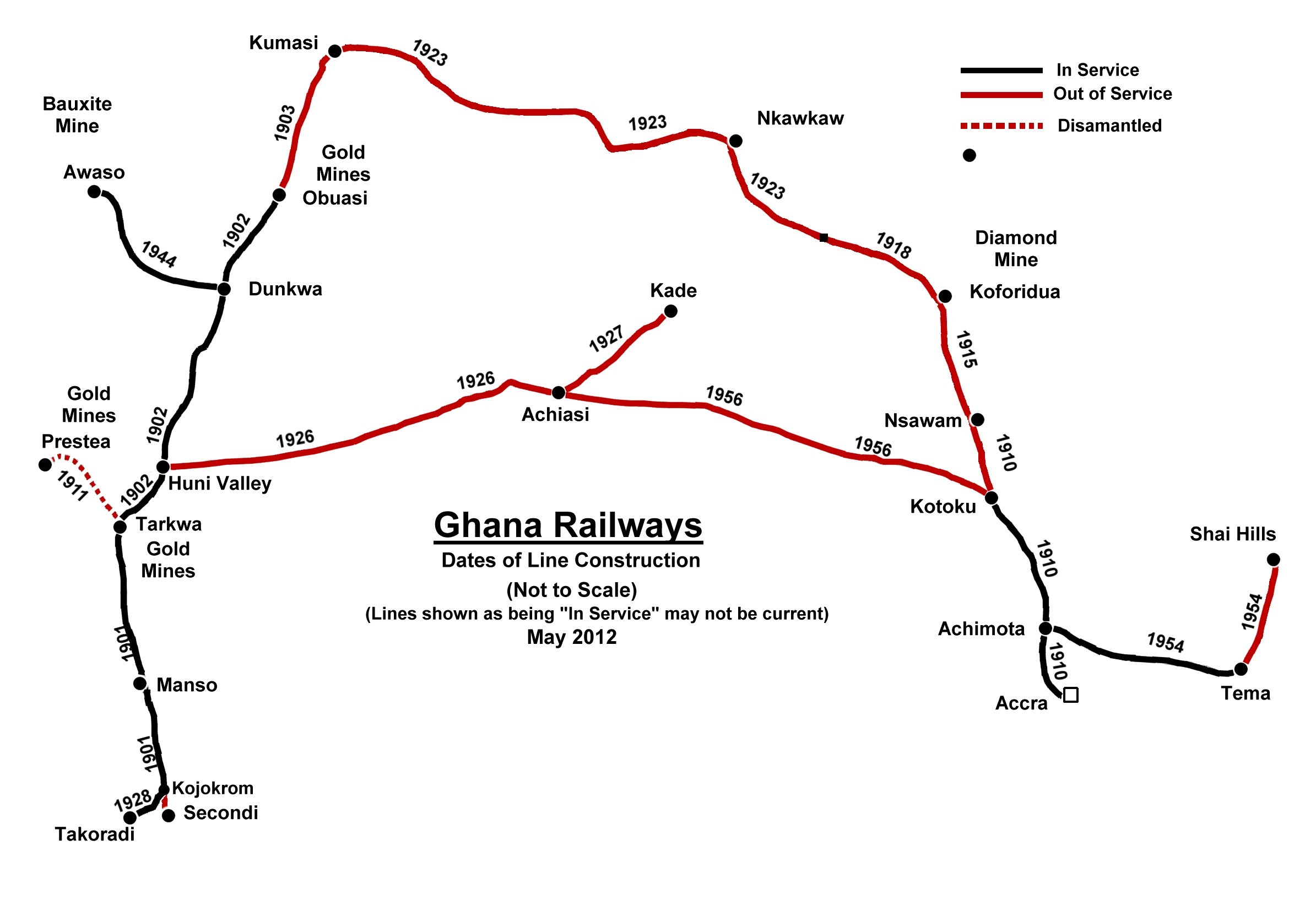
迦納的鐵路地圖與建设日期

黃金海岸政府鐵路於 1898 年開業，總部位於塞康迪。     塔科拉迪港口建成後，總部遷往塔科拉迪，鐵路和港口由迦納鐵路和港口管理局共同管理。  1976年鐵路與港口分離而成立迦納鐵路公司。   該公司在 2001 年 3 月 19 日前為上市公司，於 2001 年成為有限責任公司。 
英國人於 1923 年修建原長304公里的東區鐵路以運輸礦物和可可。 由於迦納鐵路的興建早於港口建設，只好在海灘卸下機車和其他設備。 
2007 年 7 月，作為西非國家經濟共同體鐵路計劃的一部分，簽訂了連接迦納與布基纳法索之鐵路的合約。 二月份由韓國的工程研究小組檢視擬議中的新路線，以及將1067毫米軌距鐵路改為1435毫米軌距的計畫。
於2008年向中国北车集团唐山工廠订购了两組柴聯車，營運阿克拉至特马的列車。每編組有兩輛動力車（牽引機械由Vossloh Kiepe和福伊特公司提供）以及四辆拖车。 
2010 年 10 月開始營運柴聯車。  2010 年 12 月開始延伸到特马港。 也签署興建從帕加（位於鄰布基纳法索的边境）至库马西的路線以及從塔馬利到延迪（Yendi） 的支線的合約。 
迦納的鐵路網形似大写字母「A」，分為三區：西區鐵路从塞康第-塔科拉迪到库马西 ，長約280公里，是A的左斜線；東區鐵路從阿克拉到库马西，是A的右斜線；中區鐵路从胡尼谷到科德，是A的橫線。   總長953公里的路網還包括了西區鐵路通至普雷斯特亚和阿瓦索的支线、中區鐵路通至卡德的支线，以及東區鐵路通至特马和賽希尔斯的支线。 
鐵路網中目前仍在營運的部分甚少，僅有阿克拉至特马、阿克拉至科德、阿瓦索至敦夸與南至塔科拉迪的區間，是已知仍在營運的路線。   路網其他部分目前的營運狀態不明。
下表概述了铁路网各部分的建设日期 （參見右下地图。）
| 日期   | 西區鐵路                 | 日期   | 东区鐵路             | 日期   | 中區鐵路                             |
| ------ | ------------------------ | ------ | -------------------- | ------ | ------------------------------------ |
| 1901年 | 塞康第到塔爾夸           | 1910年 | 阿克拉至阿奇莫塔     | 1926年 | 胡尼谷 （Tinkrakrom）(4) 至 阿基亚西 |
| 1902年 | 塔爾夸到胡尼谷           | 1910年 | 阿奇莫塔到恩斯瓦姆   | 1927年 | 阿基亚西至卡德 (5)                   |
| 1902年 | 胡尼谷到奥布瓦西         | 1915年 | 恩斯瓦姆至科福里杜亞 | 1956年 | 阿基亚西至可脫庫(6)                  |
| 1903年 | 奥布瓦西至库马西         | 1918年 | 科福里杜亚至塔福     |        |                                      |
| 1911年 | 塔爾夸至普雷斯特亚 (1)   | 1923年 | 塔福至库马西         |        |                                      |
| 1928年 | 塔科拉迪至科乔克罗姆 (2) | 1954年 | 阿奇莫托到特马       |        |                                      |
| 1944年 | 敦夸至阿瓦索 (3)         | 1954年 | 特马到賽希尔斯       |        |                                      |

注 1 - 塔爾夸 (Tarkwa) 至普雷斯特亚 (Prestea) 是西区鐵路的一条支线，为锰矿提供服务。 
注 2 - 科乔克罗姆（Kojokrom）是通往賽康第路線（現已廢棄）的交會點，另一路線通往塔科拉迪港。
注 3 - 敦夸 (Dunkwa) 至阿瓦索 (Awaso) 是西区鐵路的支线，運輸铝土矿。
注4 - 胡尼谷（Huni Valley，Tinkwakrom）是中区和西区鐵路的交會點。
注 5 - 阿奇亚西 (Achiasi) 至卡德 (Kade) 现已成为中區鐵路的支线，曾用於運輸木材與可可。歐達（Oda）是这条支线的一个重要车站。
注6 - 中區與西區鐵路以可脫庫（Kotoku）為界。

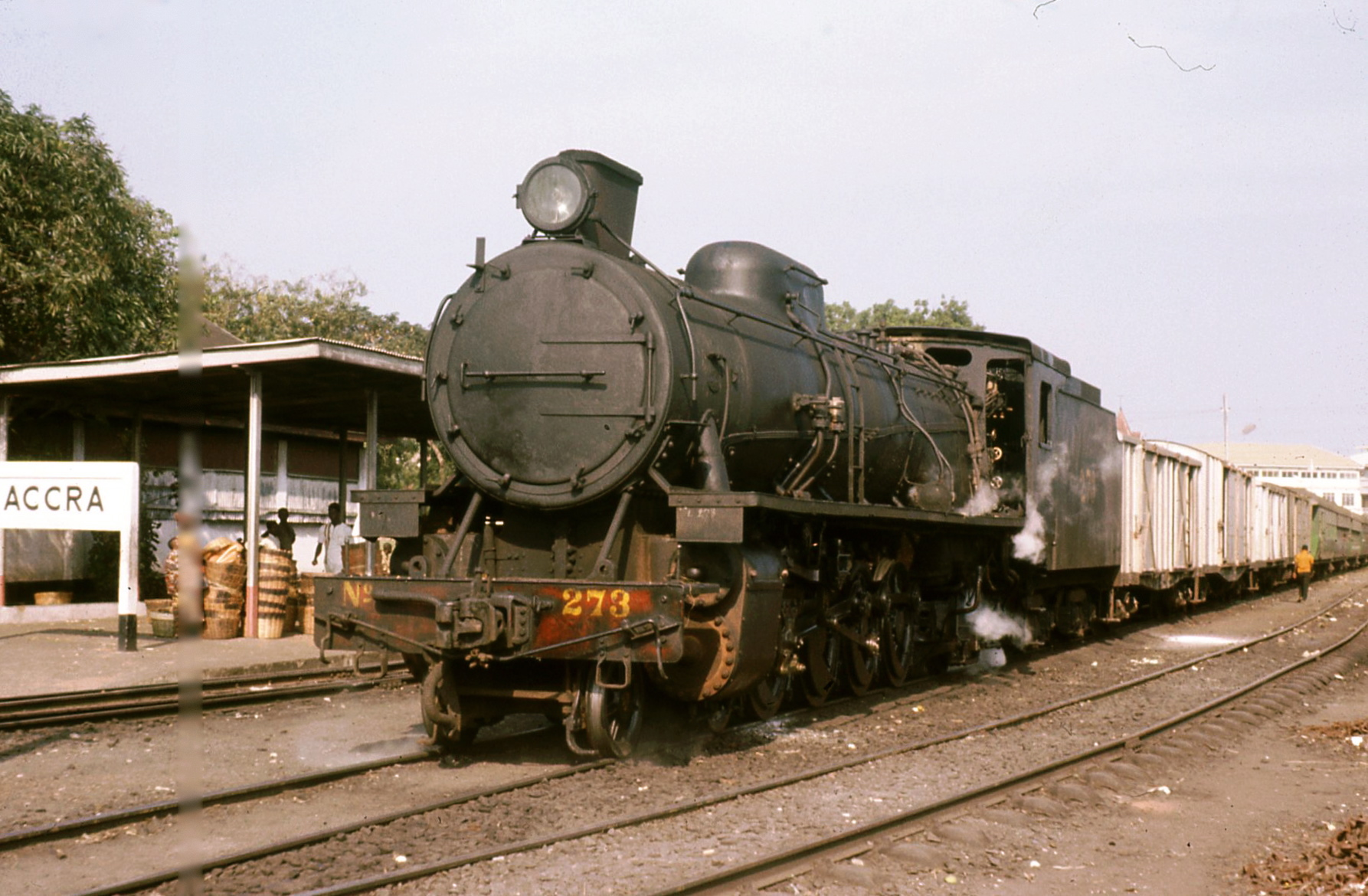
1974 年 7 月，英国制造的 4-8-2 燃油蒸氣机车，牽引客貨混編跨夜列車，离开阿克拉。

## 路線
迦納鐵路系統中，除了塔科拉迪和曼索約30公里長的區間為双線以外，皆為單線。轴重上限 25噸。 目前採1067毫米軌距。2006 年的升級與擴建計畫中提到將1067毫米軌距拓寬為1435毫米軌距。於過渡時期則開始安置可供兩種軌距使用的枕木，以便利拓寬工程的進行。

## 相關擴展計畫
2007 年，以杜拜Kampac 石油公司为首的财团，獲得了16億美元的特許權，興建1067毫米軌距的西部鐵路。 預計將於五年内建成從从阿瓦索到布基纳法索边境附近的哈米尔，長500公里的鐵路。該年稍早，政府提供14億美元特許權以興建通往 Peatrack的东區铁路。 2008 年，將在胡尼谷的鐵路樞紐站建立一個生產混凝土枕木的工廠  

## 新郊区客運服務
2015 年 3 月，宣布将于 2015 年底开通连接塞康第與塔科拉迪的新郊区服务。這個耗資 1 億美元的項目由 Amanda Holdings 管理，將 1067 毫米軌距的路線拓寬為標準軌距，並購買兩組柴聯車以營運。阿克拉-恩萨瓦姆和库马西-埃吉苏郊区线路也将进行重建。
Tema-Mpakadan 线（包括一座横跨沃尔特湖的桥梁），将于 2023 年开通。 
2022 年 9 月， 向Pesa订购了两組柴聯車，附有另外十組的選擇權。 第一組于2024年1月完工，  ，同年2月2日，该车辆在波蘭的比得哥什總站公開。